# Der dreizehnte Stamm
Der dreizehnte Stamm (englisch The Thirteenth Tribe) ist ein 1976 erschienenes Sachbuch von Arthur Koestler, das sich populärwissenschaftlich mit der These beschäftigt, das östliche Judentum stamme vom Volk der Chasaren ab. Dieses bildete im frühen Mittelalter ein Reich in Südrussland und nahm, zumindest zum Teil, die jüdische Religion an. Koestler bezieht sich auf Abraham N. Poliak.
Obwohl die These in der Öffentlichkeit Aufmerksamkeit erregte, wurde sie von den meisten akademischen Historikern abgelehnt. Neueren genetischen Forschungen, die gegen einen nennenswerten Anteil an chasarischen Vorfahren unter den heute lebenden Aschkenasim sprechen, widersprach der israelische Genetiker Eran Elhaik, der in einer DNA-Analyse eine hohe Übereinstimmung zwischen dem Genom der aschkenasischen Juden und der Völker im Kaukasus feststellte. Unterstützung erhielt Elhaiks Arbeit vom israelischen Historiker Shlomo Sand, der darin eine Bestätigung der Thesen in seinem Buch Die Erfindung des jüdischen Volkes sieht.
Viele Antizionisten und auch Antisemiten beriefen sich später auf Koestlers Werk, um die Legitimität des Staates Israel zu bestreiten. Koestler selbst war sich der Gefahr des Missbrauchs durchaus bewusst und schrieb dazu: „Ob die Chromosomen seines Volkes nun die Gene der Chasaren oder solche semitischer, romanischer oder spanischer Herkunft enthalten, ist irrelevant und kann nicht das Existenzrecht Israels berühren – noch auch die moralische Verpflichtung jedes zivilisierten Menschen, ob Nichtjude oder Jude, dieses Recht zu verteidigen.“
Der Osteuropahistoriker Frank Golczewski nennt die These vom chasarischen Ursprung der Aschkenasim „mehr als fragwürdig“.

## Ausgaben
- The Thirteenth Tribe. The Khazar Empire and its Heritage. Hutchinson, London 1976, ISBN 0-09-125550-3
- Der dreizehnte Stamm. Das Reich der Khasaren und sein Erbe. Aus dem Englischen übertragen von Johannes Eidlitz. Molden, Wien/München/Zürich 1977, ISBN 3-217-00790-5; Pawlak, Herrsching 1991, ISBN 3-88199-878-0.[9]